# Ariadna gracilis
Ariadna gracilis là một loài nhện trong họ Segestriidae.
Loài này thuộc chi Ariadna. Ariadna gracilis được Jehan Vellard miêu tả năm 1924.